# شهرستان گازابو
شهرستان گازابو (به لاتین: Gasabo District) یک منطقهٔ مسکونی در رواندا است که در Kigali province واقع شده‌است. شهرستان گازابو ۴۳۰٫۳۰ کیلومتر مربع مساحت و ۶۳۴٬۸۰۷ نفر جمعیت دارد.